# Malocampa bifurcata
Malocampa bifurcata är en fjärilsart som beskrevs av Jan Sepp 1830. Malocampa bifurcata ingår i släktet Malocampa och familjen tandspinnare. Inga underarter finns listade i Catalogue of Life.